# Маріано Мельгарехо
Мануель Маріано Мельгарехо Валенсія (ісп. Manuel Mariano Melgarejo Valencia; 1820—1871) — болівійський політичний діяч, президент країни у 1864—1871 роках.

## Ранні роки
Мельгарехо народився 13 квітня 1820 року в департаменті Кочабамба, був позашлюбним сином іспанця та індіанки кечуа.

## Військова кар'єра та президентство
Розпочавши військову кар'єру у рідному департаменті, Мельгарехо поступово здійнявся щаблями військової кар'єри завдяки своїй готовності брати участь у заколотах та змовах. Брав участь у військовому перевороті проти режиму диктатора Мануеля Бельсу, за що був звинувачений у державній зраді, але отримав помилування. Генерал Мельгарехо спочатку підтримав диктаторський режим Лінареса (1857—1861), а потім бився на боці Хосе Марії Ача, який став президентом 1861 року. Закономірно, що у грудні 1864 року він очолив повстання проти останнього, в результаті чого проголосив себе президентом Болівії. Зважаючи на те, що сили Бельсу все ще контролювали частину країни, Мельгарехо організував його пошуки та, за легендою, особисто вбив колишнього диктатора.
Встановивши свою владу, Мельгарехо почав правити так, як не правив жоден уряд до нього. Він рішуче придушив усі опозиційні сили в країні й сильно притиснув традиційні права корінного населення країни. Період його правління став найбільш трагічним епізодом в історії Болівії. Це було пов'язано з репресіями, які він проводив, а також із безглуздими територіальними поступками Чилі.

## Державний переворот і смерть
Зрештою, опозиційні сили об'єднались заради ліквідації тиранії Мельгарехо, що вилилось у державний переворот. 15 січня 1871 року його було скинуто силами на чолі з генералом Агустіном Моралесом. Після цього Мельгарехо втік з країни до Ліми, Перу, де був убитий 23 листопада братом своєї коханки.